# Alchemist
Alchemist – australijska grupa muzyczna wykonująca skomplikowany metal progresywny z elementami death metalu i wpływami dźwięków elektronicznych, założona w 1987 roku przez gitarzystę i wokalistę – Adama Agiusa. 
W 1992 roku do zespołu dołączyli: Roy Torkington (gitara), Rodney Holder (perkusja) oraz John Bray (bas), którzy grają w zespole do dziś. W 2003 roku do zespołu dołączył Nick Wall, który przygotowuje sample do imprez na żywo.
Zespół jest także odpowiedzialny za organizację największego heavymetalowego festiwalu Metal For The Brain, odbywającego się każdego roku w Canberze. Alchemist jest również jedynym zespołem, który nieprzerwanie występuje na festiwalu od 1991, czyli od jego początku. 
Po 15 latach udanych organizacji, zespół wystąpił i przygotował ostatni występ na Metal For The Brain, 4 grudnia 2006 roku.

## Dyskografia

### Albumy studyjne
- Jar of Kingdom (1993)
- Lunasphere (1995)
- Spiritech (1997)
- Eve of the War (1998, EP)
- Organasm (2000)
- Austral Alien (2003)
- Embryonics (2005, kompilacja)
- Tripsis (2007)